# 藤花旧馆

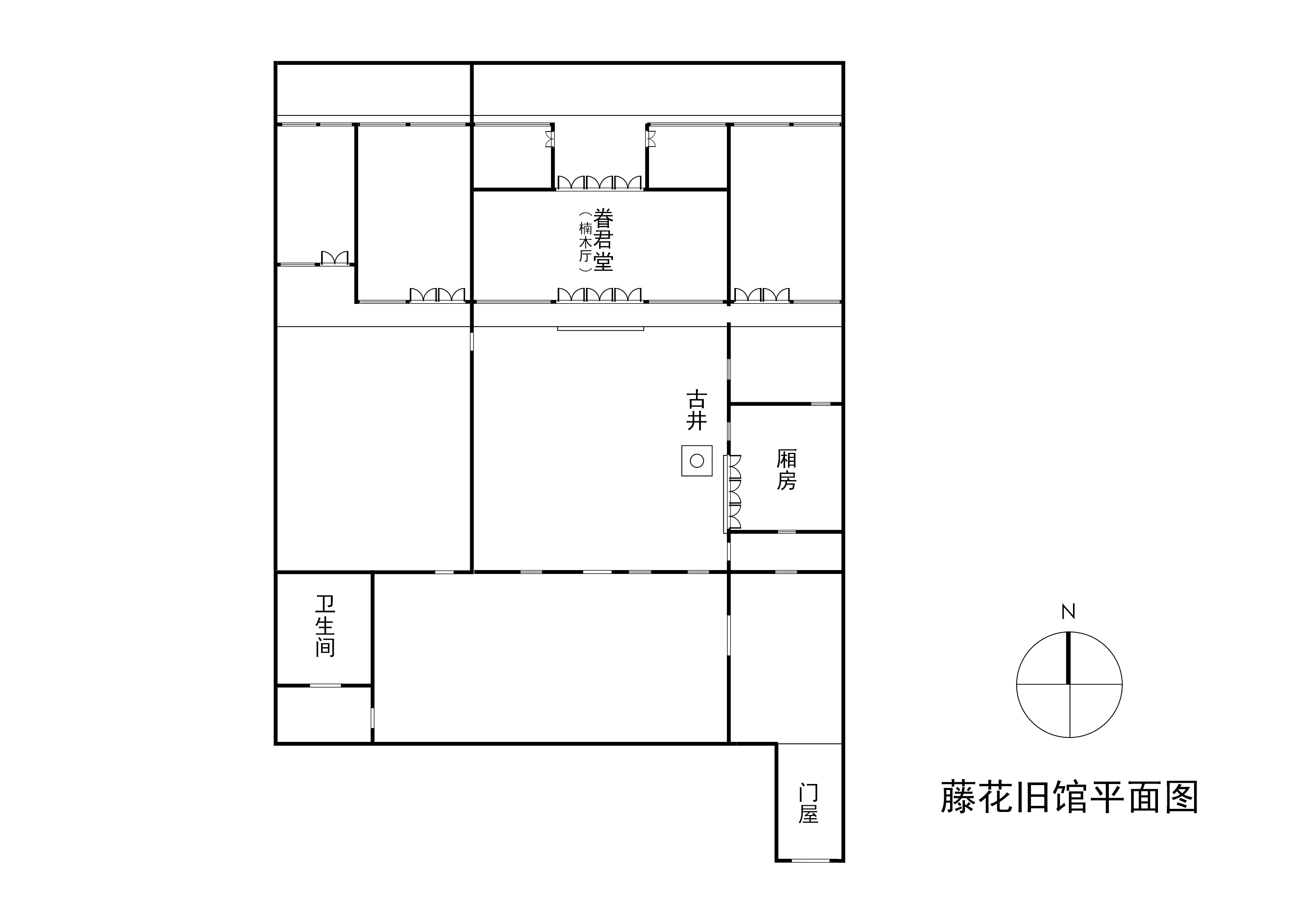
藤花旧馆平面图

藤花旧馆位于中国江苏省常州市天宁区延陵西路、前北岸73号-89号，为北宋文学家苏轼终老地遗址。北宋徽宗建中靖国元年（1101）6月中旬，苏轼自海南儋州遇赦北上，寓居于顾塘溪北岸的孙氏馆，7月28日在此病故。南宋乾道八年（1172）太守晁疆伯在此建东坡祠，元至大年间改建为东坡书院，至正时复废为民居，元末毁于战乱，仅存东坡洗砚池及院内东北侧相传为其手植的紫藤和香海棠等遗迹。明中期复建后借紫藤盛开之意命名为藤花旧馆，为纪念苏轼的公共建筑，现存建于这一时期的楠木大厅（又名眷君堂）三间和东厢房两间。后建筑相继归刘氏、蒋氏私人所有，宣统时东西划分为汤、方两宅。所存遗迹中，海棠枯死于康熙年间（1670前后），东坡洗砚池于乾隆时移至舣舟亭，紫藤则毁于文革时期。2015年1月修缮后作为苏东坡纪念馆对外开放，园内展现有苏东坡在常州的经历和生活场景。